# Голландская чёрная белохохлая (порода кур)

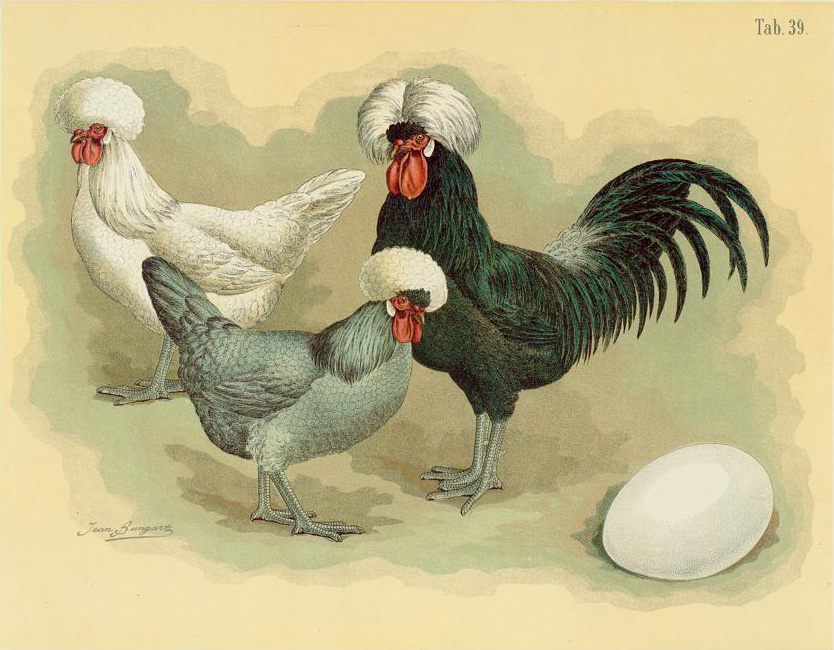
Голландская белохохлая, 1885 год.

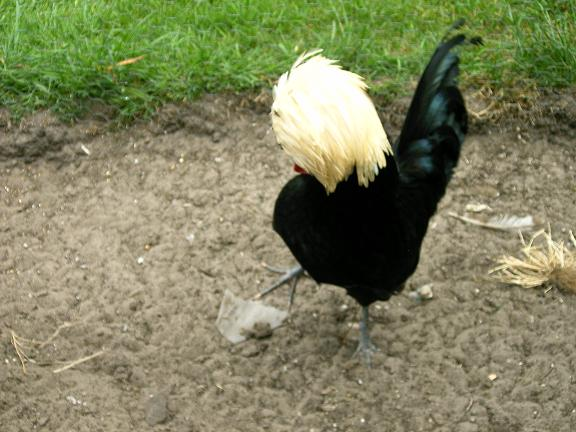
Петух Голландский белохохлый.

Голландская белохохлая (нем.  Holländisches Haubenhuhn, нидерл.  Hollandse kuifhoen) — порода кур декоративного вида и одновременно мясо-яичная группа домашних птиц.
Возможно, что в России куры этой породы, за свой вес и размер, назывались Курища.

## История
Порода Голландская белохохлая выведена в Голландии в XV веке, в то время данная порода отличалась от других пород, высокой яйценоскостью и хорошим набором веса (крупностью). Так на полотнах голландских мастеров XVI века можно увидеть изображение этих кур. Голландская белохохлая порода кур была зарегистрирована, а данные о ней внесены в стандарт.

## Внешний вид
Окраска чёрная, белая или голубая. Оперение плотно прилегающее. Характерная особенность породы — белый или бело-чёрный хохолок, согласно стандарту, должен быть объёмным и иметь шарообразную форму.

## Продуктивность
Петух весит 2,0 — 2,5 килограмм, курица до 1,5 — 2,0 килограмм. Яйценоскость в первый год до 140 яиц, во второй 100 яиц с белой скорлупой. Минимальная масса яйца 50 грамм.